# Prakken d'Oliveira Human Rights Lawyers

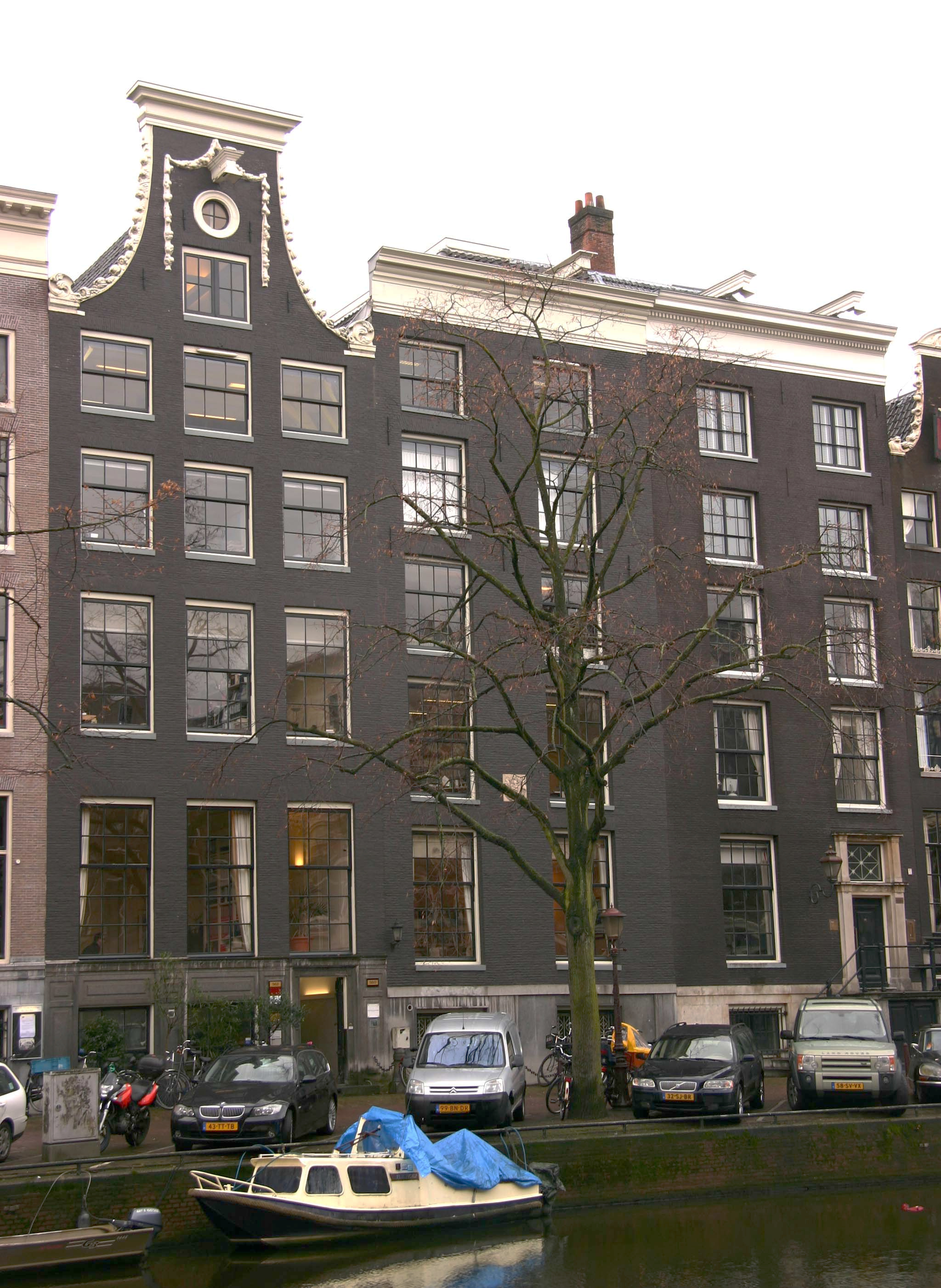
Het pand aan de Keizersgracht waarin Prakken d'Oliveira Human Rights Lawyers was gevestigd

Prakken d'Oliveira Human Rights Lawyers (voorheen "Van den Biesen en Prakken", "Van den Biesen Prakken Böhler", "Böhler Franken Koppe De Feijter", "Böhler Franken Koppe Wijngaarden" en "Böhler Advocaten") is een Nederlands advocatenkantoor, gevestigd te Amsterdam. De huidige naam kreeg het kantoor op 1 januari 2014. Het staat bekend als een links en activistisch kantoor. Zelf omschrijft het zich als bewegend "op het raakvlak tussen politiek en recht, daar waar de macht van de staat botst met de rechten van de burger". Partners van het kantoor zijn onder anderen Liesbeth Zegveld, Michiel Pestman, Flip Schüller, Marq Wijngaarden, Marieke van Eik, Bondina Kloostra, Channa Samkalden, Tamara Buruma en Barbara van Straaten.
De linkse signatuur van het kantoor is een erfenis uit de beginjaren van het kantoor. Ties Prakken, van 1998 tot 2004 hoogleraar strafrecht aan de Universiteit Maastricht, raakte in de jaren zeventig geïnspireerd door het nieuwe kritische strafrecht, waarin de positie van de verdediging centraal werd gesteld. De nadruk werd gelegd op grondrechten en burgerrechten, die volgens het kritische strafrecht in het toen geldende strafrecht niet altijd voldoende gewaarborgd werden. Bij het kantoor Van den Biesen en Prakken verdedigde zij jarenlang milieu-activisten, krakers en antimilitaristen als die botsten met de autoriteiten. Phon van den Biesen, tegenwoordig werkzaam als milieuadvocaat, verdedigde actievoerdende tegenstanders van Schiphol. Ook na de diverse omvormingen en naamswisselingen die het kantoor meemaakte staat het kantoor nog te boek als specialist in bijstand voor politiek geëngageerde mensen en andere idealisten.
Behalve de geëngageerde zaken waarmee het kantoor nu en dan de pers haalt, behandelt het ook meer reguliere strafzaken. Ook heeft het kantoor een grote sectie Migratierecht.

## Bekende rechtszaken
Enkele bekende zaken waarbij dit advocatenkantoor betrokken is of was zijn:
- De zaak tegen Geert Wilders
- Strafzaken waarbij de AIVD een belangrijke rol heeft gespeeld, zoals tegen vermeende terroristen en jihadstrijders;
- Het strafproces tegen Volkert van der G.;
- Uitleveringszaken, zoals die van Mullah Krekar, Paul Watson en Maarten Blok;
- De zaak van Prinses Margarita tegen de staat der Nederlanden;
- Een procedure van al-Aqsa bij het Europese Hof van Justitie;
- De nabestaanden van de slachtoffers van de massamoord in Srebrenica.
- De nabestaanden van de slachtoffers van de massa-executie in Rawagedeh.
- Het standaardarrest van het EHRM in de zaak Salah Sheekh (asielrecht).
- De zaak tegen Shell, aangespannen door een aantal slachtoffers van milieuvervuiling in Nigeria.